# Grasbeertje
Het grasbeertje (Coscinia cribraria) is een nachtvlinder uit de familie van de spinneruilen (Erebidae) en de onderfamilie van de beervlinders (Arctiinae).
De voorvleugellengte bedraagt tussen de 15 en 18 millimeter. De voorvleugel is wit met dwarsrijen zwarte stippen, soms samengesmolten. Soms lopen er ook donkere vegen over de vleugel. De vlinder wordt wel verward met stippelmotten uit het geslacht Yponomeuta of met Myelois circumvoluta, die ook witte voorvleugels met zwarte stippen hebben. De achtervleugel is grijs. In rust worden de vleugels om het lichaam gevouwen, en lijkt de vleugelpunt spits te zijn.

## Waardplanten
Het grasbeertje gebruikt allerlei grassen en andere kruidachtige planten als waardplanten. De jonge rups overwintert.

## Voorkomen
De soort komt verspreid voor van Noord-Afrika via Europa tot in Siberië.

### Nederland en België
Het felgeel beertje is in Nederland een vrij gewone soort in de duinen, en wordt ook lokaal gezien op de zandgronden. In België is het een zeer zeldzame soort. De vlinder kent één generatie die vliegt van begin juni tot in september.

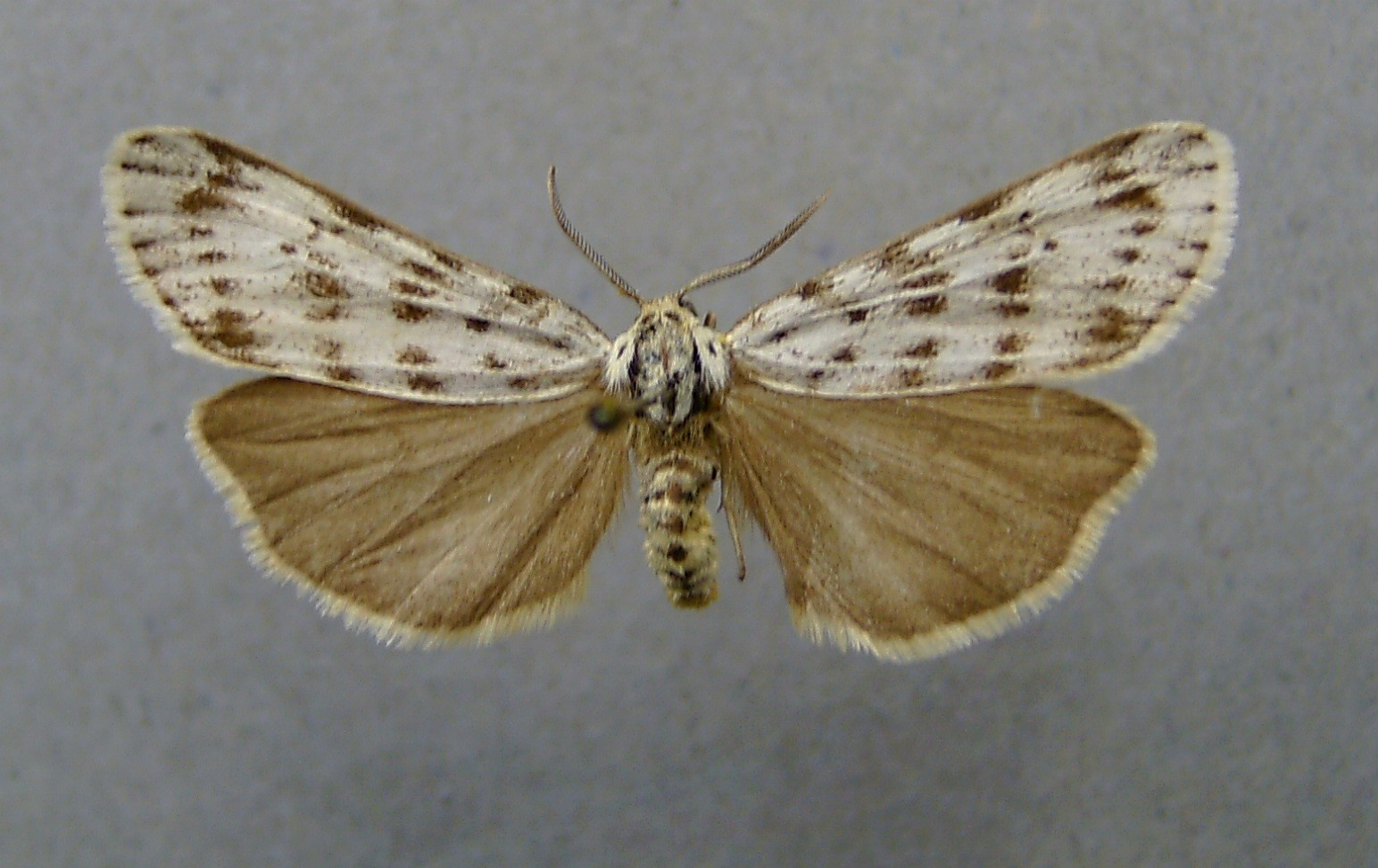
Opgezet exemplaar